# Halo (Fernsehserie)
Halo ist eine amerikanische Military-Science-Fiction-Fernsehserie, die von Kyle Killen und Steven Kane für den Streaming-Dienst Paramount+ entwickelt wurde und auf der gleichnamigen Videospielserie Halo basiert.
Die Serie handelt von einem Krieg im 26. Jahrhundert zwischen dem United Nations Space Command und der Allianz (im Original Covenant), einem theokratisch-militärischen Bund mehrerer hochentwickelter außerirdischer Rassen, die entschlossen sind, die Menschheit auszurotten. Pablo Schreiber und Jen Taylor spielen die Hauptrollen als Master Chief Petty Officer John-117 und Cortana.

## Inhalt
Halo folgt „einem epischen Konflikt im 26. Jahrhundert zwischen der Menschheit und einer außerirdischen Bedrohung, bekannt als die Allianz. Halo handelt von persönlichen Geschichten mit Action, Abenteuer und einer reichhaltigen Vision der Zukunft“.
Die Serie spielt zwar im Universum des Kult-Games, erzählt aber eine eigenständige Geschichte. „Der Kontext und die Perspektive unterscheiden sich in einigen Punkten von den Storys, die aus den Spielen bekannt sind“, erklärt Produzentin und Videospielentwicklerin Kiki Wolfkill. „Auf diese Weise eröffnen wir uns die Möglichkeit, beide Handlungen so weiterzuentwickeln und zu gestalten, wie es für das jeweilige Medium nötig ist, ohne dass sie miteinander in Konflikt geraten.“

## Besetzung und Synchronisation
Die deutsche Synchronisation durch die Synchronfirma Cinephon Filmproduktion GmbH in Berlin. Daniel Faltin führt die Dialogregie und schreibt gemeinsam mit Jesco Wirthgen die Dialogbücher.
| Rolle                               | Darsteller                                  | Synchronsprecher                   |
| Hauptrollen                         | Hauptrollen                                 | Hauptrollen                        |
| ----------------------------------- | ------------------------------------------- | ---------------------------------- |
| Master Chief Petty Officer John-117 | Pablo Schreiber Casper Knopf (jung)         | Tommy Morgenstern Thoralf Theusner |
| Admiral Margaret Parangosky         | Shabana Azmi                                | Nina Herting                       |
| Riz-028                             | Natasha Culzac                              | Rubina Nath                        |
| Commander Miranda Keyes             | Olive Gray                                  | Özge Kayalar                       |
| Kwan Ha                             | Yerin Ha                                    | Birte Baumgardt                    |
| Vannak-134                          | Bentley Kalu                                | Peter Sura                         |
| Kai-125                             | Kate Kennedy                                | Cornelia Waibel                    |
| Makee                               | Charlie Murphy                              | Johanna von Gutzeit                |
| Captain Jacob Keyes                 | Danny Sapani                                | Sven Brieger                       |
| Cortana                             | Jen Taylor Christina Bennington (Staffel 2) | Marieke Oeffinger                  |
| Soren-066                           | Bokeem Woodbine                             | Wolfgang Wagner                    |
| Dr. Catherine Elizabeth Halsey      | Natascha McElhone                           | Marion Musiol                      |
| Nebenrollen                         |                                             |                                    |
| Dr. Adun Saly                       | Ryan McParland                              | Maximilian Artajo                  |
| Vinsher Grath                       | Burn Gorman                                 | Frank Schaff                       |
| Johns Vater                         | Duncan Pow                                  | Sascha Rotermund                   |
| Kessler                             | Tylan Bailey                                | Pepe Vielhaben                     |
| Laera                               | Fiona O’Shaughnessy                         | Christin Marquitan                 |

## Episodenliste

### Staffel 1
| Nr. (ges.) | Nr. (St.) | Deutscher Titel | Originaltitel | Erstveröffentlichung USA | Deutschsprachige Erstveröffentlichung (D) | Regie              | Drehbuch                           |
| ---------- | --------- | --------------- | ------------- | ------------------------ | ----------------------------------------- | ------------------ | ---------------------------------- |
| 1          | 1         | Kontakt         | Contact       | 24. März 2022            | 24. März 2022                             | Otto Bathurst      | Kyle Killen & Steven Kane          |
| 2          | 2         | Entfesselt      | Unbound       | 31. März 2022            | 31. März 2022                             | Otto Bathurst      | Kyle Killen & Steven Kane          |
| 3          | 3         | Entstehung      | Emergence     | 7. Apr. 2022             | 7. Apr. 2022                              | Roel Reiné         | Kyle Killen & Steven Kane          |
| 4          | 4         | Heimkehr        | Homecoming    | 14. Apr. 2022            | 14. Apr. 2022                             | Roel Reiné         | Justine Juel Gillmer & Steven Kane |
| 5          | 5         | Abrechnung      | Reckoning     | 21. Apr. 2022            | 21. Apr. 2022                             | Jonathan Liebesman | Richard E. Robbins & Steven Kane   |
| 6          | 6         | Trost           | Solace        | 28. Apr. 2022            | 28. Apr. 2022                             | Jonathan Liebesman | Silka Luisa & Steven Kane          |
| 7          | 7         | Erbe            | Inheritance   | 5. Mai 2022              | 5. Mai 2022                               | Jessica Lowrey     | Steven Kane                        |
| 8          | 8         | Loyalität       | Allegiance    | 12. Mai 2022             | 12. Mai 2022                              | Jonathan Liebesman | Justine Juel Gillmer & Steven Kane |
| 9          | 9         | Wandlung        | Transcendence | 19. Mai 2022             | 19. Mai 2022                              | Jonathan Liebesman | Steven Kane                        |

### Staffel 2
| Nr. (ges.) | Nr. (St.) | Deutscher Titel | Originaltitel | Erstveröffentlichung USA | Deutschsprachige Erstveröffentlichung (D/A/CH) | Regie         | Drehbuch              |
| ---------- | --------- | --------------- | ------------- | ------------------------ | ---------------------------------------------- | ------------- | --------------------- |
| 10         | 1         | Sanctuary       | Sanctuary     | 8. Feb. 2024             | 8. Feb. 2024                                   | Debs Paterson | David Wiener          |
| 11         | 2         | Sword           | Sword         | 8. Feb. 2024             | 8. Feb. 2024                                   | Debs Paterson | Ahmadu Garba          |
| 12         | 3         | Visegrad        | Visegrad      | 15. Feb. 2024            | 15. Feb. 2024                                  | Craig Zisk    | Marisha Mukerjee      |
| 13         | 4         | Reach           | Reach         | 22. Feb. 2024            | 22. Feb. 2024                                  | Craig Zisk    | Tom Hemmings          |
| 14         | 5         | Aleria          | Aleria        | 29. Feb. 2024            | 29. Feb. 2024                                  | Otto Bathurst | Basil Lee Kreimendahl |
| 15         | 6         | Onyx            | Onyx          | 7. März 2024             | 7. März 2024                                   | Otto Bathurst | Sarah McCarron        |
| 16         | 7         | Thermopylae     | Thermopylae   | 14. März 2024            | 14. März 2024                                  | Dennie Gordon | Ahmadu Garba          |
| 17         | 8         | Halo            | Halo          | 21. März 2024            | 21. März 2024                                  | Dennie Gordon | David Wiener          |

## Produktion
Die Entwicklung einer Fernsehserie begann 2013. Die Serie wurde von Paramount+ mit neun Episoden bestellt. Die Dreharbeiten begannen im Oktober 2019 in Ontario, Kanada, obwohl die Postproduktion für die ersten fünf Episoden aufgrund der COVID-19-Pandemie beeinträchtigt wurde. Die Dreharbeiten wurden schließlich im Februar 2021 in Budapest, Ungarn, fortgesetzt.

## Veröffentlichung und Kritik
Halo feierte seine Premiere am 24. März 2022 auf Paramount+, wobei die Serie bereits für eine zweite Staffel verlängert wurde. Ein Teil der Serie wurde am 14. März 2022 auf der SXSW gezeigt. Die erste Staffel erhielt gemischte Kritiken, wobei die Actionszenen, die Darsteller und die visuellen Effekte gelobt wurden, während der Schreibstil und die Abwandlungen des Ausgangsmaterials kritisiert wurden.